# Rosetta
Rosetta (arabsko رشيد Rashid) je pristaniško mesto ob Sredozemskem morju v Egiptu. Nahaja se 65 km vzhodno od Aleksandrije, koordinate:  31°24′N, 30°25′E. mesto je bilo ustanovljeno okrog leta 800. Danes ima mesto okrog 58.000 prebivalcev. 
V Rosetti so francoski vojaki leta 1799 našli znameniti kamen iz Rosette.